# Thames Valley Premier Football League
Thames Valley Premier Football League, tidigare kallad Reading Football League, är en engelsk fotbollsliga baserad i Reading med omnejd. Den består av sex divisioner – toppdivisionen Premier Division, som ligger på nivå 11 i det engelska ligasystemet, och sedan Division One till Five.
Ligan grundades 1989 under namnet Reading Senior League genom en sammanslagning av två ligor i staden – Reading & District League och Reading Combination League. Första säsongen 1989/90 hade ligan tio divisioner, men några har försvunnit och nu har den sex stycken.
Ligan är en matarliga till Combined Counties Football League och Hellenic Football League.
Ligan bytte namn till Thames Valley Premier Football League 2014.

## Mästare Senior Division
- 1989-90 - West Reading
- 1990-91 - Forest Old Boys
- 1991-92 - Reading Exiles
- 1992-93 - Woodley Arms
- 1993-94 - Mortimer
- 1994-95 - Mortimer
- 1995-96 - Reading Exiles
- 1996-97 - Mortimer
- 1997-98 - Forest Old Boys
- 1998-99 - Forest Old Boys
- 1999-00 - Forest Old Boys
- 2000-01 - Forest Old Boys
- 2001-02 - Mortimer
- 2002-03 - Forest Old Boys
- 2003-04 - Highmoor & Ibis
- 2004-05 - Marlow United
- 2005-06 - Cookham Dean
- 2006-07 - Ascot United
- 2007-08 - Westwood United
- 2008-09 - Woodley Town
- 2009-10 - Reading YMCA
- 2010–11 – Highmoor Ibis